# Сиври-Ранс
Сиври́-Ранс (фр. Sivry-Rance, валлон. и пикард. Chevri-Rance) — коммуна в Валлонии, расположенная в провинции Эно, округ Тюен. Принадлежит Французскому языковому сообществу Бельгии. На площади 72,97 км² проживают 4597 человек (плотность населения — 63 чел./км²), из которых 49,88 % — мужчины и 50,12 % — женщины. Средний годовой доход на душу населения в 2003 году составлял 10 791 евро.
Почтовый код: 6470. Телефонный код: 060.